# 馬場哲
馬場哲（ばば さとし、1955年6月1日- ）は、日本の西洋経済史学者。東京大学名誉教授。武蔵野大学教授。

## 略歴
東京都生まれ。1979年東京大学経済学部卒、1988年同大学院経済学研究科博士課程単位取得退学、1989年「ドイツ麻織物工業と16-18世紀の世界市場 シュレージェン農村麻織物工業を中心として」で経済学博士の学位を取得。1989年東京大学経済学部助教授、1996年経済学研究科助教授、1998年教授。2019年から武蔵野大学教授。

## 著書
- 『ドイツ農村工業史 プロト工業化・地域・世界市場』東京大学出版会 1993
- 『ドイツ都市計画の社会経済史』東京大学出版会 2016

### 共編著
- 『エレメンタル西洋経済史』楠井敏朗,諸田實,山本通共著 英創社 1995
- 『西洋経済史学』小野塚知二共編 東京大学出版会 2001
- 『都市化の比較史 日本とドイツ』今井勝人共編著 日本経済評論社 2004
- 『エレメンタル欧米経済史』山本通,廣田功,須藤功共著 晃洋書房 2012